# روغن‌ماهی بینی‌کبود
روغن‌ماهی بینی‌کبود (نام علمی: Maccullochella macquariensis) نام یک گونه از راسته سوف‌ماهی‌سانان است.